# Tigranes III
Tigranes III da Arménia foi um rei da Arménia da Dinastia artaxíada. Reinou entre 20 a.C. e 8 a.C. foi antecedido nos comandos do reino pelo seu irmão Artaxias II foi sucedido no trono pelo rei Tigranes IV ou por Ariobarzanes.

## Nome
Tigranes (Tigrānēs; Τιγράνης, Tigránēs) é a forma latina e grega surgida do persa antigo *Tigrana (*Tigrāna) e do acadiano Tigranu (𒋾𒅅𒊏𒉡, Tīgranu). Hračʻya Ačaṙyan propôs que derivou por haplologia de *tigrarāna, supostamente significando "lutar com flechas" (cf. o persa antigo 𐎫𐎡𐎥𐎼𐎠𐎶, ⁠tigrām, “pontiagudo”, acusativo singular feminino), que Ačaṙyan entendeu que derivou do avéstico 𐬙𐬌𐬖𐬭𐬀 (tiγra, "flecha") e sânscrito तिग्म (tigmá, "pontiagudo") e do avéstico 𐬭𐬇𐬥𐬀 (rə̄na, "batalha, luta") e sânscrito रण (raṇa, "batalha")). Ele também comparou o grego antigo Tigrapates (Τιγραπάτης, Tigrapátēs, literalmente “mestre das flechas”) e, para a haplologia, o nome avéstico 𐬬𐬍𐬭𐬁𐬰 (vīrāz) de *vīra-rāz-. J̌ahukyan considerou a explicação improvável. É mais provável que decorra do iraniano antigo Tigrana (*Tigrāna-), uma formação patronímica com o sufixo *-āna- do nome *Tigra (*Tigrā-; lit. “delgado”), refletido no elamita Tigra (𒋾𒅅𒊏, Tīgra) e acadiano Tigra (𒋾𒅅𒊏𒀪, Tīgraʾ), da palavra discutida acima para "pontiagudo". O nome foi tardiamente registrado em armênio como Tigrã (Տիգրան, Tigran).

## Vida
Tigranes era filho de Artavasdes II da Arménia e neto de Tigranes II da Arménia. Após o assassinato de Artaxias II, foi colocado como rei da Arménia pelo general de Augusto, o futuro imperador Tibério. Quando os arménios se revoltaram contra Tigranes III, Augusto, através do seu filho Caio César, colocou Ariobarzanes, filho de Artabazo, rei da Média Atropatene, como rei da Arménia.
Seu filho foi Tigranes IV, que casou-se com a própria meio-irmã Erato da Arménia.